# Вандерворт (Арканзас)
Вандерворт (енгл. Vandervoort) град је у америчкој савезној држави Арканзас.

## Демографија
По попису из 2010. године број становника је 87, што је 33 (-27,5%) становника мање него 2000. године.
| Група             | 2000.       | 2010.      |
| Белци             | 104 (86,7%) | 85 (97,7%) |
| Афроамериканци    | 6 (5,0%)    | 0 (0,0%)   |
| Азијати           | 0 (0,0%)    | 0 (0,0%)   |
| Хиспаноамериканци | 6 (5,0%)    | 1 (1,1%)   |
| Укупно            | 120         | 87         |